# Åkerkoppmossa
Åkerkoppmossa (Entosthodon fascicularis) är en bladmossart som beskrevs av C. Müller 1848. Åkerkoppmossa ingår i släktet koppmossor, och familjen Funariaceae. Enligt den finländska rödlistan är arten nationellt utdöd i Finland. Enligt den svenska rödlistan är arten nära hotad i Sverige. Arten förekommer i Götaland, Gotland, Öland och Svealand. Artens livsmiljö är kalkstensklippor och kalkbrott. Inga underarter finns listade i Catalogue of Life.